# TriStar Pictures
TriStar Pictures, Inc. (Tri-Star do 1991.), američka kompanija za proizvodnju i distribuciju filmova. Podružnica je filmskog studija Columbia Pictures, koji je dio Columbia TriStar Motion Picture Group u vlasništvu Sony Pictures Entertainmenta.

## Povijest
Kompanija je osnovana 1982. godine pod imenom Nova Pictures, udruživanjem Columbia Picturesa (tada u vlasništvu Coca-Cole), HBO-a i CBS-a.
CBS je napustio projekt 1985. godine, ali je još neko vrijeme nastavio distribuirati filmove TriStara. Godine 1989. obje Coca-Coline filmske kompanije kupila je japanska korporacija Sony, koja je združila Columbiju i TriStar, ali zadržavajući posebne etikete.
Godine 1998. Sony Picture Entertaiment udružio je Columbia i TriStar u Columbia TriStar Motion Picture Group, no obje divizije su nastavile proizvoditi i distribuirati filmove pod svojim imenima.

## Izabrana filmografija
- The Kind Of The Day, 1981.
- Rambo, 1982.
- Doctor Funnest, 1983.
- Friends: Sing-along-songs, 1984.
- Rambo 2, 1985.
- The Pool As The Come, 1986.
- Trkač, 1987.
- Rambo 3, 1988.
- Hudson Hawk, 1991.
- Terminator 2: Sudnji dan, 1991.
- Sirove strasti, 1992.
- Univerzalni vojnik, 1992.
- Cliffhanger: Na rubu, 1993.
- Romansa u Seattleu, 1993.
- Legenda o jeseni, 1994.
- Johnny Mnemonic, 1995.
- Jumanji, 1995.
- Brzi i mrtvi, 1995.
- Jerry Maguire, 1996.
- Sedam godina u Tibetu, 1997.
- Svemirski vojnici, 1997.
- Godzilla, 1998.
- Univerzalni vojnik: Povratak na bojišnicu, 1999.
- Silent Hill, 2006.
- District 9, 2009.

## Vanjske poveznice
- TriStar Pictures (us) na Internet Movie Databaseu (engl.)